# Duo docentky
Duo docentky je stand-up duo Lucie Jarkovské a Kateřiny Líškové zaměřující se na feministická témata, gender a sexualitu. 

## Historie
Duo docentky vzniklo v roce 2019, kdy společně začaly vystupovat socioložky Lucie Jarkovská a Kateřina Líšková. Prvotním impulzem bylo v roce 2018 oslovení Lucie Jarkovské týmem pořádajícím soutěž Sexistické prasátečko, přičemž Jarkovská připravila vtipnou přednášku na téma sexuality. Jejich cílem bylo popularizovat feminismus a výzkum zaměřený na gender a sexualitu skrze stand-up.
V roce 2020 získalo Duo Docentky Cenu děkana Pedagogické fakulty Masarykovy univerzity za tvůrčí čin v popularizaci vědy. V roce 2023 Duo docentky vydalo knihu Feministkou snadno a rychle, jež zvítězila v anketě Knihy roku Deníku N v kategorii Literatura faktu.

## Tvorba
Stand-upy dua jsou zaměřeny na feminismus, gender a sexualitu, popřípadě sexuální výchovu. V některých stand-upech se objevují i témata jako rozvody, nerovnost či diskriminace. Ve svých vystoupeních kombinují své vědecké výzkumy s vtipnými glosami. 
- JARKOVSKÁ, Lucie; LÍŠKOVÁ, Kateřina. Feministkou snadno a rychle. 1. vyd. Brno: Universum, 2023. 232 s. ISBN 978-80-242-8740-9.